# ECM Prague Open
ECM Prague Open är en tennisturnering för damer som spelas i Prag i Tjeckien. Turneringen arrangeras årligen sedan 1992, utom åren 1999 till 2005. Matcherna spelas utomhus på grusbanor. Tävlingen ingår i kategorin International på WTA-touren.

## Resultat

### Damsingel
| År   | Mästare           | Finalist           | Resultat      |
| ---- | ----------------- | ------------------ | ------------- |
| 1992 | Radka Zrubáková   | Kateřina Šišková   | 6–3, 7–5      |
| 1993 | Natalia Medvedeva | Meike Babel        | 6–3, 6–2      |
| 1994 | Amanda Coetzer    | Åsa Svensson       | 6–1, 7–614    |
| 1995 | Julie Halard      | Ludmila Richterová | 6–4, 6–4      |
| 1996 | Ruxandra Dragomir | Patty Schnyder     | 6–2, 3–6, 6–4 |
| 1997 | Joannette Kruger  | Marion Maruska     | 6–1, 6–1      |
| 1998 | Jana Novotná      | Sandrine Testud    | 6–3, 6–0      |
| 1999 | Henrieta Nagyová  | Silvia Farina Elia | 7–62, 6–4     |
| 2005 | Dinara Safina     | Zuzana Ondrášková  | 7–62, 6–3     |
| 2006 | Shahar Pe'er      | Samantha Stosur    | 4–6, 6–2, 6–1 |
| 2007 | Akiko Morigami    | Marion Bartoli     | 6–1, 6–3      |
| 2008 | Vera Zvonareva    | Victoria Azarenka  | 7–62, 6–2     |

### Damdubbel
| År   | Mästare                              | Finalister                        | Resultat         |
| ---- | ------------------------------------ | --------------------------------- | ---------------- |
| 1992 | Karin Kschwendt Petra Schwarz        | Eva Švíglerová Noëlle van Lottum  | 6–4, 2–6, 7–5    |
| 1993 | Ines Gorrochategui Patricia Tarabini | Laura Golarsa Caroline Vis        | 6–2, 6–1         |
| 1994 | Amanda Coetzer Linda Wild            | Kristie Boogert Laura Golarsa     | 6–4, 3–6, 6–2    |
| 1995 | Chanda Rubin Linda Wild              | Maria Lindström Maria Strandlund  | 36–7, 6–3, 6–2   |
| 1996 | Karina Habšudová Helena Suková       | Eva Martincová Elena Wagner       | 3–6, 6–3, 6–2    |
| 1997 | Ruxandra Dragomir Karina Habšudová   | Eva Martincová Helena Vildová     | 6–1, 5–7, 6–2    |
| 1998 | Silvia Farina Elia Karina Habšudová  | Květa Peschke Michaela Paštiková  | 2–6, 6–1, 6–2    |
| 1999 | Alexandra Fusai Nathalie Tauziat     | Květa Peschke Helena Vildová      | 3–6, 6–2, 6–1    |
| 2005 | Émilie Loit Nicole Pratt             | Barbora Strýcová Jelena Kostanić  | 66–7, 6–4, 6–4   |
| 2006 | Marion Bartoli Shahar Pe'er          | Ashley Harkleroad Bethanie Mattek | 6–4, 6–4         |
| 2007 | Petra Cetkovská Andrea Hlaváčková    | Ji Chunmei Sun Shengnan           | 7–67, 6–2        |
| 2008 | Andrea Hlaváčková Lucie Hradecká     | Jill Craybas Michaëlla Krajicek   | 1–6, 6–3, [10–6] |